# Cúp Liên đoàn bóng đá Anh 2009-10
Cúp Liên đoàn bóng đá Anh 2009–10, được gọi là Carling Cup do nhà tài trợ của giải đấu có thương hiệu bia Carling, là mùa giải lần thứ 49 của giải Football League Cup, một giải đấu bao gồm 92 câu lạc bộ bóng đá ở Anh Manchester United đã đoạt cúp Football League Cup sau khi đánh bại Aston Villa với tỷ số 2–1 trong trận chung kết trên Sân vận động Wembley vào ngày 28 tháng 2 năm 2010.
Cuối mùa giải, đội đoạt League Cup và FA Cup được tham dự UEFA Europa League vào mùa giải tới. Tuy nhiên, đội đoạt vé dự cúp châu Âu vào cuối mùa giải thì không được quyền tham dự Europa League mà được trao cơ hội cho các đội có thành tích tốt phía sau. Trong mùa giải này, Manchester United là nhà vô địch League Cup và Chelsea vô địch FA Cup đã được vào vòng bảng UEFA Champions League, hai đội Aston Villa và Liverpool bước vào vòng bảng Europa League khi cả hai lần lượt xếp vị trí thứ 6 và thứ 7 trong giải đấu.

## Vòng 1
Lễ bốc thăm cho vòng đầu tiên diễn ra vào ngày 16 tháng 6 năm 2009 với các trận đấu được thi đấu hai tháng sau đó bắt đầu từ ngày 10 tháng 8 năm 2009.
Newcastle United và Middlesbrough được miễn thi đấu vòng 1 do vừa bị xuống hạng ở giải Giải bóng đá Ngoại hạng Anh 2008-09. Có 70 trong tổng số 72 câu lạc bộ ở giải The Football League thi đấu vòng 1, chia theo 2 khu vực Nam và Bắc. Lễ bốc thăm cho vòng 2 diễn ra vào ngày 12 tháng 8 năm 2009 sau khi các trận đấu vòng đầu tiên đã được hoàn thành. Và các trận đấu đều diễn ra giữa tuần bắt đầu từ ngày 24 tháng 8 năm 2009.
| Số thứ tự                                | Đội chủ nhà         | Tỷ số1 | Đội khách            | Số khán giả |
| ---------------------------------------- | ------------------- | ------ | -------------------- | ----------- |
| 1                                        | Accrington Stanley  | 2 – 1  | Walsall              | 1.041       |
| 2                                        | Huddersfield Town   | 3 – 1  | Stockport County     | 5.120       |
| 3                                        | Rotherham United    | 2 – 1  | Derby County         | 4.345       |
| 4                                        | Tranmere Rovers     | 4 – 0  | Grimsby Town         | 3.527       |
| 5                                        | Sheffield Wednesday | 3 – 0  | Rochdale             | 6.696       |
| 6                                        | Bury                | 0 – 2  | West Bromwich Albion | 3.077       |
| 7                                        | Notts County        | 0 – 1  | Doncaster Rovers     | 4.893       |
| 8                                        | Lincoln City        | 0 – 1  | Barnsley             | 3.635       |
| 9                                        | Scunthorpe United   | 2 – 1  | Chesterfield         | 2,501       |
| 10                                       | Coventry City       | 0 – 0  | Hartlepool United    | 6.055       |
| Hartlepool United thắng 1-0 sau hiệp phụ |                     |        |                      |             |
| 11                                       | Darlington          | 0 – 1  | Leeds United         | 4,487       |
| 12                                       | Preston North End   | 5 – 1  | Morecambe            | 5,407       |
| 13                                       | Crewe Alexandra     | 1 – 2  | Blackpool            | 2,991       |
| 14                                       | Carlisle United     | 1 – 0  | Oldham Athletic      | 2,509       |
| 15                                       | Nottingham Forest   | 3 – 0  | Bradford City        | 4,639       |
| 16                                       | Macclesfield Town   | 0 – 2  | Leicester City       | 2,197       |
| 17                                       | Sheffield United    | 1 – 2  | Port Vale            | 7,627       |

| Số thứ tự                                                     | Đội chủ nhà        | Tỷ số1 | Đội khách              | Số khán giả |
| ------------------------------------------------------------- | ------------------ | ------ | ---------------------- | ----------- |
| 1                                                             | Cardiff City       | 3 – 1  | Dagenham & Redbridge   | 5,545       |
| 2                                                             | Wycombe Wanderers  | 0 – 4  | Peterborough United    | 2.078       |
| 3                                                             | Southampton        | 2 – 0  | Northampton Town       | 10,921      |
| 4                                                             | Barnet             | 0 – 0  | Watford                | 3,139       |
| Watford thắng 2-0 sau hiệp phụ                                |                    |        |                        |             |
| 5                                                             | Hereford United    | 0 – 0  | Charlton Athletic      | 2.017       |
| Hereford United thắng 1-0 sau hiệp phụ                        |                    |        |                        |             |
| 6                                                             | Bristol Rovers     | 2 – 1  | Aldershot Town         | 3,644       |
| 7                                                             | Millwall           | 4 – 0  | AFC Bournemouth        | 3,552       |
| 8                                                             | Gillingham         | 2 – 1  | Plymouth Argyle        | 3,306       |
| 9                                                             | Colchester United  | 1 – 2  | Leyton Orient          | 3,308       |
| 10                                                            | Reading            | 5 – 1  | Burton Albion          | 5,893       |
| 11                                                            | Exeter City        | 0 – 5  | Queens Park Rangers    | 4,614       |
| 12                                                            | Cheltenham Town    | 1 – 2  | Southend United        | 1,918       |
| 13                                                            | Brentford          | 0 – 1  | Bristol City           | 3.024       |
| 14                                                            | Yeovil Town        | 0 – 4  | Norwich City           | 3,860       |
| 15                                                            | Crystal Palace     | 2 – 1  | Torquay United         | 3,140       |
| 16                                                            | Milton Keynes Dons | 1 – 4  | Swindon Town           | 4,812       |
| 17                                                            | Swansea City       | 3 – 0  | Brighton & Hove Albion | 6,400       |
| 18                                                            | Shrewsbury Town    | 3 – 3  | Ipswich Town           | 4,184       |
| 3-3 sau hiệp phụ - Ipswich Town thắng 4-2 trên chấm phạt đền. |                    |        |                        |             |

## Vòng 2
Tham dự vòng 2 bao gồm 13 câu lạc bộ Premier League không tham dự đấu trường châu Âu, cùng với các đội thắng ở vòng đầu tiên cộng với Newcastle United và Middlesbrough cả hai được miễn thi đấu vòng 1. Từ vòng 2 trở đi các câu lạc bộ không được chia theo khu vực địa lý. Lễ bốc thăm cho vòng 2 diễn ra vào ngày 12 tháng 8 năm 2009 sau khi các trận đấu vòng đầu tiên đã được hoàn thành, và các trận đấu đều diễn ra giữa tuần bắt đầu từ ngày 24 tháng 8 năm 2009. and the matches were played in the week beginning ngày 24 tháng 8 năm 2009.
| Số thứ tự                                                               | Đội chủ nhà             | Tỷ số1 | Đội khách           | Số khán giả |
| ----------------------------------------------------------------------- | ----------------------- | ------ | ------------------- | ----------- |
| 1                                                                       | West Bromwich Albion    | 2 – 2  | Rotherham United    | 10,659      |
| West Bromwich Albion thắng 4-3 sau hiệp phụ                             |                         |        |                     |             |
| 2                                                                       | Norwich City            | 1 – 4  | Sunderland          | 12,345      |
| 3                                                                       | Tranmere Rovers         | 0 – 1  | Bolton Wanderers    | 5,381       |
| 4                                                                       | Queens Park Rangers     | 2 – 1  | Accrington Stanley  | 5,203       |
| 5                                                                       | Bristol City            | 0 – 2  | Carlisle United     | 6,359       |
| 6                                                                       | Leyton Orient           | 0 – 0  | Stoke City          | 2,742       |
| Stoke City thắng 1-0 sau hiệp phụ                                       |                         |        |                     |             |
| 7                                                                       | Port Vale               | 2 – 0  | Sheffield Wednesday | 6,667       |
| 8                                                                       | Hull City               | 3 – 1  | Southend United     | 7,994       |
| 9                                                                       | Leeds United            | 1 – 1  | Watford             | 14,681      |
| Leeds United thắng 2-1 sau hiệp phụ                                     |                         |        |                     |             |
| 10                                                                      | Cardiff City            | 3 – 1  | Bristol Rovers      | 9,767       |
| 11                                                                      | Portsmouth              | 4 – 1  | Hereford United     | 6,645       |
| 12                                                                      | Crystal Palace          | 0 – 2  | Manchester City     | 14,725      |
| 13                                                                      | Wolverhampton Wanderers | 0 – 0  | Swindon Town        | 11,416      |
| 0-0 sau hiệp phụ - Wolverhampton Wanderers thắng 6-5 trên chấm phạt đền |                         |        |                     |             |
| 14                                                                      | Gillingham              | 1 – 3  | Blackburn Rovers    | 7,203       |
| 15                                                                      | Blackpool               | 4 – 1  | Wigan Athletic      | 8.089       |
| 16                                                                      | Southampton             | 1 – 2  | Birmingham City     | 11,753      |
| 17                                                                      | Preston North End       | 2 – 1  | Leicester City      | 6,977       |
| 18                                                                      | Newcastle United        | 4 – 3  | Huddersfield Town   | 23,815      |
| 19                                                                      | West Ham United         | 1 – 1  | Millwall            | 24,492      |
| West Ham United thắng 3-1 sau hiệp phụ                                  |                         |        |                     |             |
| 20                                                                      | Hartlepool United       | 1 – 1  | Burnley             | 3,501       |
| Burnley thắng 2-1 sau hiệp phụ                                          |                         |        |                     |             |
| 21                                                                      | Nottingham Forest       | 1 – 1  | Middlesbrough       | 8,838       |
| Nottingham Forest thắng 2-1 sau hiệp phụ                                |                         |        |                     |             |
| 22                                                                      | Reading                 | 1 – 2  | Barnsley            | 5,576       |
| 23                                                                      | Swansea City            | 1 – 2  | Scunthorpe United   | 7,321       |
| 24                                                                      | Doncaster Rovers        | 1 – 5  | Tottenham Hotspur   | 12,923      |
| 25                                                                      | Peterborough United     | 2 – 1  | Ipswich Town        | 5,451       |

1 Tỷ số sau 90 phút.

## Vòng 3
Có 7 đội bóng Premier League cùng với các đội bóng thắng lợi ở vòng 2 tham dự thi đấu vòng 3. Lễ bốc thăm cho vòng 3 diễn ra vào ngày 29 tháng 8 năm 2009 sau khi các trận đấu ở vòng 2 kết thúc. Các trận đấu đã được chơi giữa tuần bắt đầu từ ngày 21 tháng 9 năm 2009.
| Số thứ tự                                | Đội chủ nhà         | Tỷ số1 | Đội khách               | Số khán giả |
| ---------------------------------------- | ------------------- | ------ | ----------------------- | ----------- |
| 1                                        | Arsenal             | 2 – 0  | West Bromwich Albion    | 56,592      |
| 2                                        | Chelsea             | 1 – 0  | Queens Park Rangers     | 37,781      |
| 3                                        | Bolton Wanderers    | 1 – 1  | West Ham United         | 8.050       |
| Bolton Wanderers thắng 3-1 sau hiệp phụ  |                     |        |                         |             |
| 4                                        | Barnsley            | 3 – 2  | Burnley                 | 6,270       |
| 5                                        | Hull City           | 0 – 4  | Everton                 | 13,558      |
| 6                                        | Leeds United        | 0 – 1  | Liverpool               | 38,168      |
| 7                                        | Manchester United   | 1 – 0  | Wolverhampton Wanderers | 51,160      |
| 8                                        | Manchester City     | 1 – 1  | Fulham                  | 24,507      |
| Manchester City thắng 2-1 sau hiệp phụ   |                     |        |                         |             |
| 9                                        | Sunderland          | 2 – 0  | Birmingham City         | 20,576      |
| 10                                       | Peterborough United | 2 – 0  | Newcastle United        | 10,298      |
| 11                                       | Carlisle United     | 1 – 3  | Portsmouth              | 7.042       |
| 12                                       | Nottingham Forest   | 0 – 1  | Blackburn Rovers        | 11,553      |
| 13                                       | Stoke City          | 4 – 3  | Blackpool               | 13,957      |
| 14                                       | Scunthorpe United   | 0 – 0  | Port Vale               | 3,383       |
| Scunthorpe United thắng 2-0 sau hiệp phụ |                     |        |                         |             |
| 15                                       | Preston North End   | 1 – 5  | Tottenham Hotspur       | 16,533      |
| 16                                       | Aston Villa         | 1 – 0  | Cardiff City            | 22,527      |

1 Tỷ số sau 90 phút.

## Vòng 4
Lễ bốc thăm cho vòng 4 diễn ra sau khi các trận đấu vòng 3 kết thúc vào 26 tháng 9 năm 2009 và các trận đấu đều diễn ra trong tuần bắt đầu từ ngày 26 tháng 10 năm 2009. Các câu lạc bộ còn lại bên ngoài Premier League đó là: Barnsley, Peterborough United và Scunthorpe United.
| Số thứ tự                                                   | Đội chủ nhà       | Tỷ số1 | Đội khách           | Số khán giả |
| ----------------------------------------------------------- | ----------------- | ------ | ------------------- | ----------- |
| 1                                                           | Blackburn Rovers  | 5 – 2  | Peterborough United | 8,419       |
| 2                                                           | Manchester City   | 5 – 1  | Scunthorpe United   | 36,358      |
| 3                                                           | Tottenham Hotspur | 2 – 0  | Everton             | 35,843      |
| 4                                                           | Barnsley          | 0 – 2  | Manchester United   | 20.019      |
| 5                                                           | Chelsea           | 4 – 0  | Bolton Wanderers    | 41,538      |
| 6                                                           | Sunderland        | 0 – 0  | Aston Villa         | 27,666      |
| 0-0 sau hiệp phụ - Aston Villa thắng 3-1 trên chấm phạt đền |                   |        |                     |             |
| 7                                                           | Arsenal           | 2 – 1  | Liverpool           | 60.004      |
| 8                                                           | Portsmouth        | 4 – 0  | Stoke City          | 11,251      |

1 Tỷ số sau 90 phút.

## Vòng 5
Vòng 5 được bốc thăm diễn ra vào ngày 31 tháng 10 và các trận đấu đều diễn ra trong tuần bắt đầu ngày 30 tháng 11 năm 2009.
| Portsmouth                   | 2 – 4  | Aston Villa                                          |
| ---------------------------- | ------ | ---------------------------------------------------- |
| Petrov 10' (l.n.) · Kanu 87' | Report | Heskey 12' · Milner 27' · Downing 74' · A. Young 89' |

| Manchester United | 2 – 0  | Tottenham Hotspur |
| ----------------- | ------ | ----------------- |
| Gibson 16', 38'   | Report |                   |

| Manchester City                             | 3 – 0  | Arsenal |
| ------------------------------------------- | ------ | ------- |
| Tevez 50' · Wright-Phillips 69' · Weiss 89' | Report |         |

| Blackburn Rovers                                | 3 – 3 (HT) | Chelsea                                       |
| ----------------------------------------------- | ---------- | --------------------------------------------- |
| Kalinić 9' · Emerton 64' · McCarthy 93' (ph.đ.) | Report     | Drogba 48' · Kalou 52' · Ferreira 120+2'      |
| Loạt sút luân lưu                               |            |                                               |
| McCarthy · Emerton · Grella · Kalinić · Hoilett | 4 – 3      | Ballack · Drogba · Malouda · Zhirkov · Kakuta |

## Vòng bán kết
Lễ bốc thăm vòng bán kết diễn ra vào ngày 2 tháng 12 năm 2009 sau khi hoàn thành vòng 5. Các trận đấu lượt đi được chơi trong tuần bắt đầu ngày 4 tháng 1 năm 2010 nhưng điều kiện thời tiết xấu, bão tuyết nặng và đóng băng ở Tây Bắc nước Anh ảnh hưởng đến các trận đấu nên được sắp xếp lại.

### Lượt đi
| Blackburn Rovers | 0 – 1  | Aston Villa |
| ---------------- | ------ | ----------- |
|                  | Report | Milner 23'  |

| Manchester City        | 2 – 1  | Manchester United |
| ---------------------- | ------ | ----------------- |
| Tevez 42' (ph.đ.), 65' | Report | Giggs 17'         |

### Lượt về
| Aston Villa                                                                                          | 6 – 4  | Blackburn Rovers                            |
| --- | ------ | ------------------------------------------- |
| Warnock 30' · Milner 40' (ph.đ.) · N'Zonzi 53' (l.n.) · Agbonlahor 58' · Heskey 62' · A. Young 90+3' | Report | Kalinić 10', 26' · Olsson 63' · Emerton 84' |

Aston Villa thắng 7–4 chung cuộc.
| Manchester United                        | 3 – 1  | Manchester City |
| ---------------------------------------- | ------ | --------------- |
| Scholes 52' · Carrick 71' · Rooney 90+2' | Report | Tevez 76'       |

Manchester United thắng 4–3 chung cuộc.

## Trận chung kết
Trận chung kết diễn ra trên Sân vận động Wembley, Luân Đôn, vào chủ nhật ngày 28 tháng 2 năm 2010.
| Aston Villa       | 1 – 2  | Manchester United     |
| ----------------- | ------ | --------------------- |
| Milner 5' (ph.đ.) | Report | Owen 12' · Rooney 74' |

## Tiền thưởng
Các giải thưởng được trao bởi ở Cúp Liên đoàn bóng đá Anh 2009–10. Nhà vô địch League Cup nhận được 100.000£ và đội đứng thứ nhì nhận được 50.000£. Các đội lọt vào bán kết nhận được 25.000£.